# Helmdon
Helmdon is een civil parish in het bestuurlijke gebied South Northamptonshire, in het Engelse graafschap Northamptonshire met 899 inwoners.

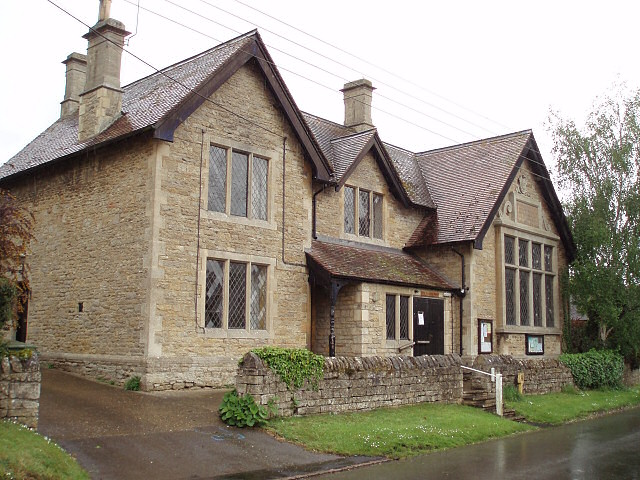
Helmdon Reading Room
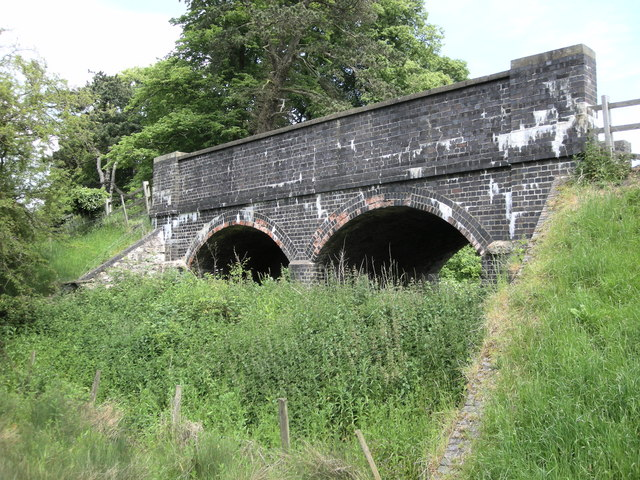
Station van Helmdon
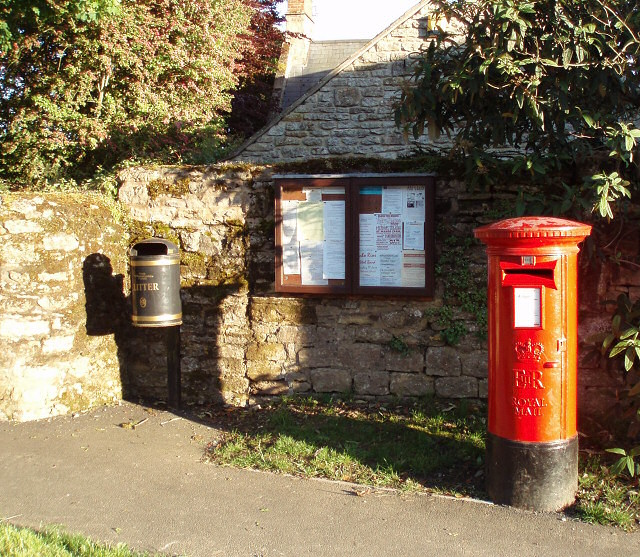
Mededelingenbord en brievenbus in Helmdon